# Berzo Inferiore
Berzo Inferiore är en ort och kommun i provinsen Brescia i regionen Lombardiet i Italien. Kommunen hade 2 489 invånare (2018).